# Mangazejski morski put
Mangazejski morski put je trgovački put koji je vodio od Bijelog mora do grada Mangazeje u sjeverozapadnom Sibiru, na prostoru gdje rijeke Ob i Jenisej utječu u Arktički ocean.
Otkrili su ga i uspostavili ruski naseljenici s bjelomorskih obala Rusije, Pomori, tražeći rutu duž arktičke obale do Arhangelska za trgovinu s Norvežanima, Englezima i Nizozemcima.
Krajnje postaje su bile Mangazeja i Arhangelsk. Roba koja se prevozila ovim trgovačkim putem su bile krzna i bjelokost (morževa, narvalova, ulješura), s okolnih područja tijekom cijele godine. Iz nje bi se dalje brodom odvozilo tijekom kratkom sjevernoširinskog ljeta.
Ovaj trgovački put je zabranjen 1619., pod prijetnjom smrtne kazne, iz dva razloga:
- država nije ubirala nikakve prihode od toga
- postojao je strah od engleskog trgovačkog prodora u Sibir.

Nakon zabrane, krajnja postaja, Mangazeja se trudila opstati još nekih 50 godina, ali s vremenom Mangazeja je uništena i njen položaj i pomorski Mangazejski morski put su zaboravljeni.